# Bathytroctes microlepis
Bathytroctes microlepis es una especie de pez del género Bathytroctes. Son peces abisales, que se suelen encontrar a una profundidad de unos 1800 metros, aunque se han llegado a ver a 4800 metros. Suelen medir hasta los 32 cm aproximadamente.

## Distribución
Estos peces están en el Atlántico oriental: frente al suroeste de Irlanda, el golfo de Vizcaya hacia el sur hasta Namibia, incluidas las islas Azores y Madeira. En otros lugares, el Atlántico occidental, el mar del sur de China, el sureste del Pacífico y en aguas tropicales del este del Océano Índico.